# Muzeum Energetyki w Łaziskach Górnych
Muzeum Energetyki w Łaziskach Górnych – placówka muzealna gromadząca urządzenia, dokumenty i zdjęcia związane z wytwarzaniem, przesyłem i zastosowaniem energii elektrycznej. Udostępnia zwiedzającym eksponaty obrazujące historię przemysłu energetycznego. Muzeum znajduje się w Łaziskach Górnych na terenie starej rozdzielni w Elektrowni Łaziska przy ul. Wyzwolenia 30.

## Eksponaty
Jedne z ciekawszych eksponatów to ocalony fragment rozdzielni ze szwajcarskim wyłącznikiem
wysokiego napięcia, który jest głośniejszy podczas pracy niż armata, turbina
parowa z czasów wojny, przedwojenny silnik na biogaz, przyrządy pomiarowe,
aparatura zabezpieczeniowa i laboratoryjna, domowe odbiorniki prądu, komputery,
żarówki, lampy elektronowe, elektronika, sprzęt strażacki. Znajdują się tam
również zdjęcie, mapy, filmy i dokumenty. Na specjalne zainteresowanie
zasługuje żarówka Edisona. Żarówkę przywieziono z Rodezji, gdzie świeciła do
1970 roku. Kupiona na targu staroci przez Polaka, trafiła do muzeum. Żarówka
zapalana jest raz w roku, w święto Trzech Króli w czasie tzw. Święta Światła.
Świeci ciepłym  żółtopomarańczowym
światłem. Kolejnym interesującym nabytkiem jest kombinezon do prac pod
napięciem. Został stworzony przez Bogumiła Dudka z Polskiego Komitetu
Bezpieczeństwa w Energetyce. Jego tajemnica tkwi w specjalnym materiale, w
którym zastosowano srebrne nici. Tworzą one tzw. Klatkę Faradaya, która
ochrania osobę w kombinezonie od skutków działania elektromagnetycznego. 
„Wibrarium” ta nazwa dotyczy interaktywnej wystawy zabytkowych elementów instalacji dzwonkowej(transformatorów, przycisków i różnych modeli
dzwonków elektrycznych). W muzeum zobaczyć można również najmniejszą książkę o historii elektrowni. Ma ona wymiary 6,5 mm na 8 mm, składa się z 136 stron, a zapisano w niej 2134 litery. Autorem jest Zbigniew Szkocny, który pisał ją bez żadnego powiększenia. Jednak ,aby zobaczyć książkę należy oglądać ją przez lupę. 
Wśród zbiorów muzeum są również stare komputery, radia, telefony, a nawet budka telefoniczna.

## Historia
W 2000 roku podczas posiedzenia Zarządu elektrowni Klemens Ścierski, dyrektor Elektrowni „Łaziska” wystąpił z pomysłem stworzenia stałej ekspozycji dokumentującej historię zakładu. W efekcie posiedzenia powołano zespół, który pod przewodnictwem  Zbigniewa Lorka przystąpił do działań organizacyjnych. W gazecie zakładowej pojawiły się artykuły apelujące do byłych i obecnych pracowników elektrowni o pomoc w realizacji
planu. Na odpowiedź nie trzeba było długo czekać i zespół szybko się powiększył. Przedstawiciele zespołu odwiedzali podobne placówki, aby przyjrzeć się jak funkcjonują. Wszystkie działania dotyczące muzeum były opisywane na łamach pisma „elektroŁaziska” i tak w szybki sposób muzeum otrzymało liczne eksponaty oraz chęć pracy przy jego tworzeniu. Do końca roku muzeum zgromadziło ponad 100 eksponatów. Z czasem muzeum zyskało coraz większą liczbę zwiedzających, wśród nich pojawiła się młodzież szkół powiatu mikołowskiego, pracownicy pobliskich przedsiębiorstw i mieszkańcy pobliskich miast. 5 sierpnia 2002 roku w Elektrowni „Łaziska” pod przewodnictwem Stanisława Karpety doszło do utworzenia Komitetu Założycielskiego Polskiego Towarzystwa Przyjaciół Muzeum Energetyki. Tego samego dnia uchwalono statut Towarzystwa i spośród 21 jego członków założycieli wyłoniono pierwszy zarząd PTP Muzeum Energetyki. W listopadzie 2002 roku PTP Muzeum Energetyki zostało oficjalnie zarejestrowane w sądzie i uzyskało osobowość prawną. 9 grudnia 2003 roku otworzono nową siedzibę muzeum o powierzchni ponad 500 m2 . W 2006 roku powstał Szlak Zabytków Techniki Województwa Śląskiego, do którego zostało włączone również Muzeum Energetyki.

## Galeria

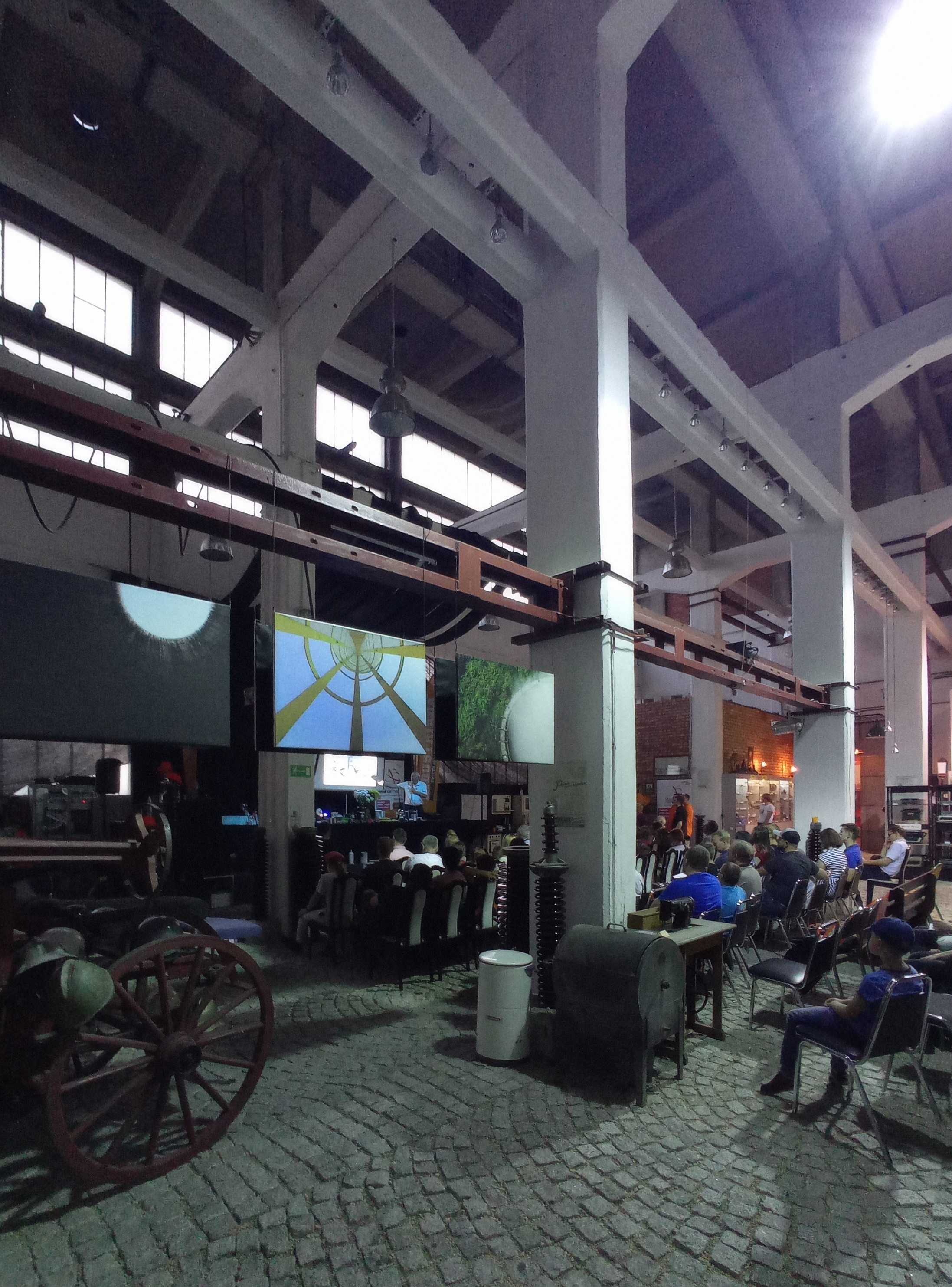
Wnętrze muzeum (2021)
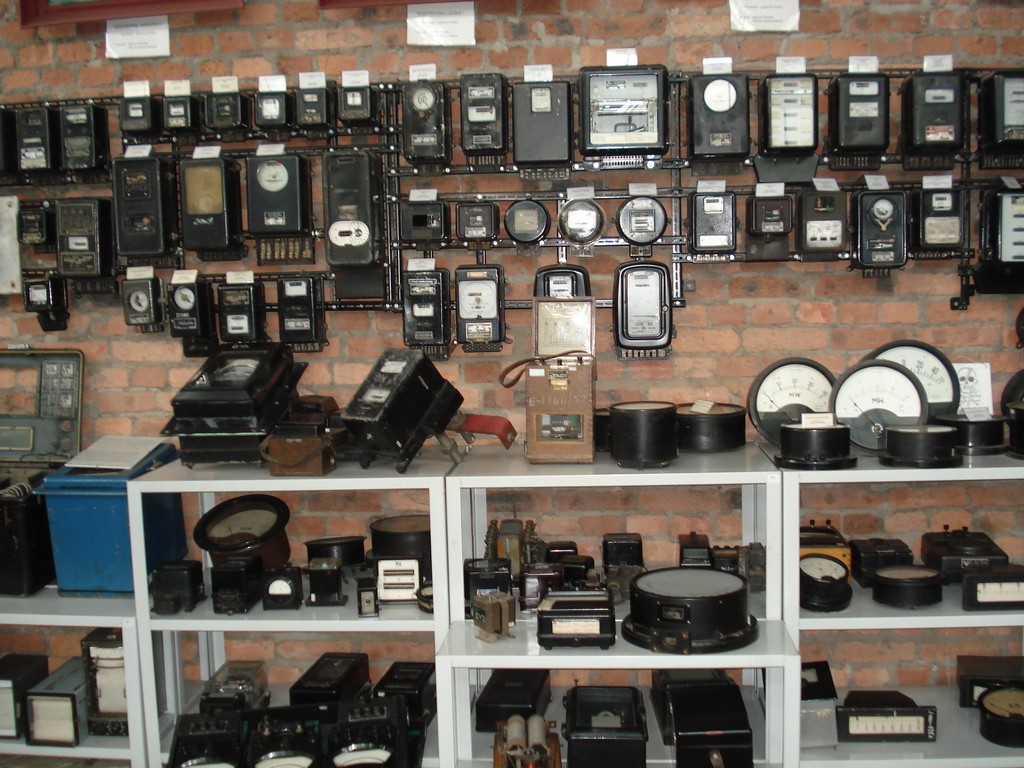
Fragment ekspozycji (2009)
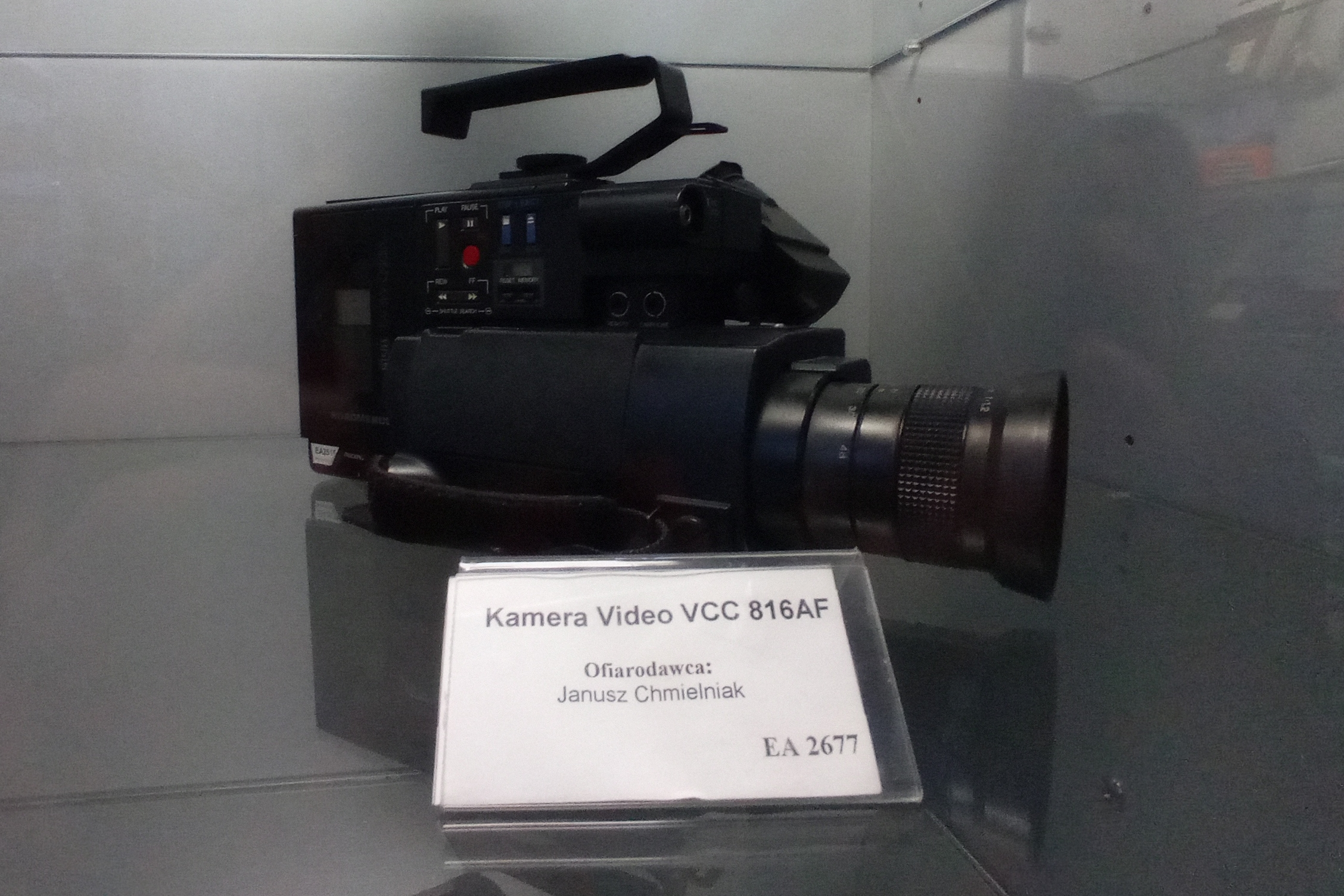
Kamera analogowa
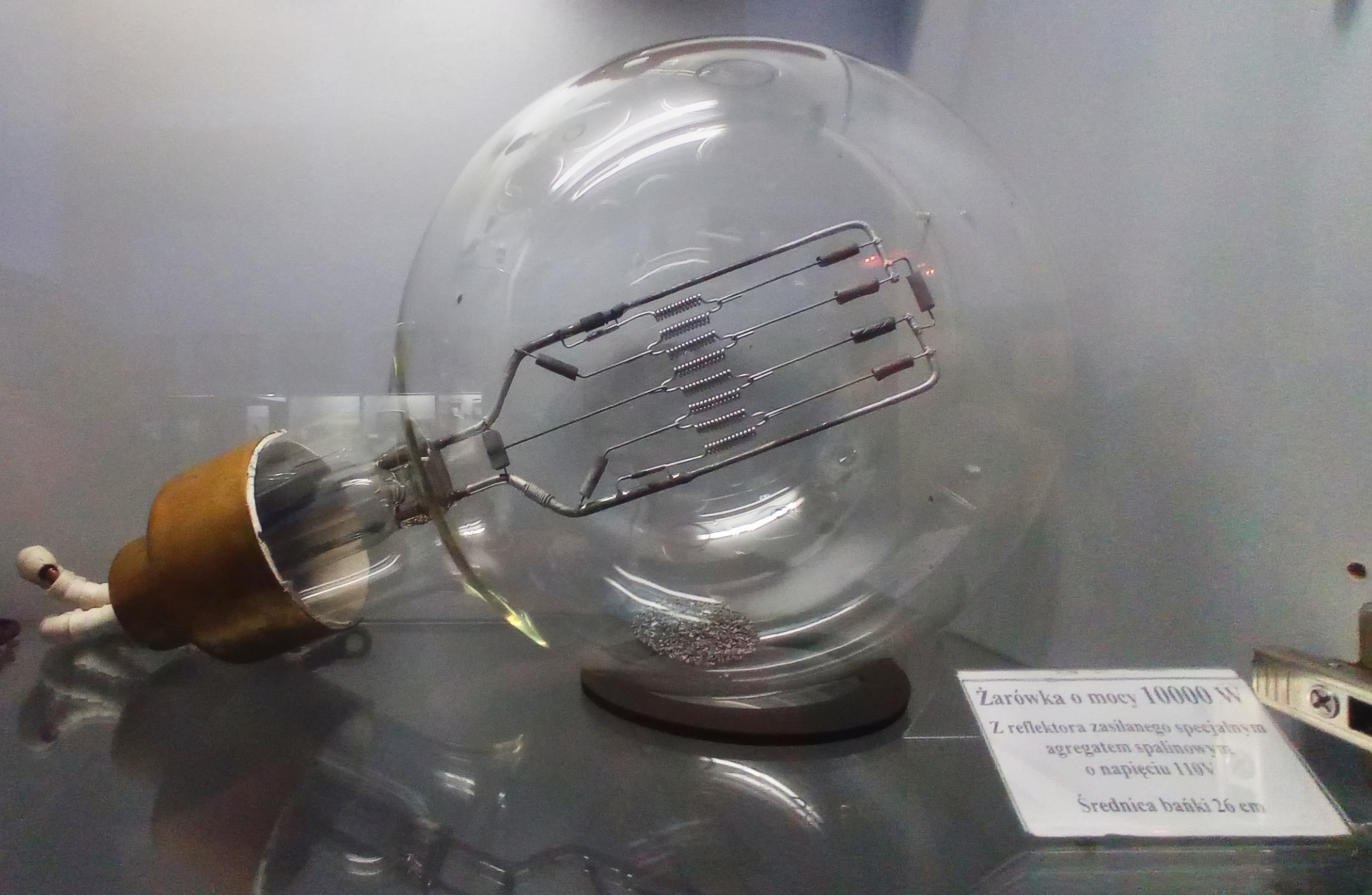
Żarówka o mocy 10 kW

## Wirtualny spacer po muzeum
- Wirtualny spacer po muzeum